# Skyscraper (Demi Lovato-dal)
A Skyscraper egy dal Demi Lovato amerikai énekes harmadik, Unbroken (2011) című albumáról. Toby Gad, Lindy Robbins és Kerli Kõiv szerezte a számot, a produceri munkálatokat Gad végezte. A dal inspirációja egy romokban álló város, ahol mindössze egy felhőkarcoló áll eredeti állapotában. Eredetileg Kerli észt énekesnő vette fel a dalt, a producer javasolta Deminek, aki elfogadta az ajánlatot, tekintettel arra, hogy szerinte rajongói könnyen azonosulni tudnak a számmal. 2010-ben vette fel az énekes a Skyscrapert, azonban a munkálatok közben elsírta magát. Később kezelésekre szorult személyes problémái miatt. Visszatérése után újra felvette a dalt, viszont megtartotta az eredeti változatot is, hiszen az "szimbolikus" volt számára. 2011. július 12-én jelent meg a Hollywood Records gondozásában az album első kislemezeként. Lovato számára a felvétel a 2010-ben tett "utazását" képviseli.
A szám arról szól, hogy higgy magadban és maradj erős. A dalban felfedezhető a zongora használata is. Lovato ziháló és reszkető hanggal énekli el a dalt. A kritikusok és a média tetszését is elnyerte a felvétel, többek között inspiráló dalszövege miatt. Hírességek rengetege gratulált az énekesnek Twitteren keresztül. A kislemez első héten 176 000 példányban kelt el az Egyesült Államokban, továbbá a Billboard Hot 100 lista 10. helyén debütált, és 17 hetet töltött a rajta. Ez lett Lovato legnagyobb sikere a 2008-ban kiadott This Is Me mellett, mely kilencedik helyezést ért el. Top 20-as sláger lett Kanadában és Új-Zélandon is. Díjat nyert a 2011-es Teen Choice Awards-on is. 2012. április 3-án arany minősítést kapott Ausztráliában. Április 24-én az Egyesült Államokban kapta meg a platina minősítést egymillió példány után.
A videóklipet Mark Pellington rendezte. A számot Demi 2011. augusztus 18-án énekelte el élőben először.

## Inspiráció
A dalt Toby Gad, Lindy Robbins, és Kerli Kõiv észt énekesnő írta, producere Gad volt.  Kerli-t egy olyan kép inspirálta a szöveg alkotásához. Egy interjúban beszélt erről a képzeletbeli "világról": "A világ romokban áll, és az épületek maradványai között egy felhőkarcaló még mindig épen áll. Esett az eső, és a Nap első sugarai átvilágítanak a vastag porfelhőn. Remekül éreztem magam, mialatt ezt írtam..." Azt is említette, hogy a dal személyes jellegű számára: "Kelet-Európa egy kicsi országából jöttem, szóval életem során egy küzdelem volt, hogy valóra válthassam álmaimat [...] mindannyiunknak vannak saját problémái, melyeken túl kell lépni." Arra a kérdésre, hogy mit akart éreztetni a számmal, ezt válaszolta: "Szerintem a szöveg elmeséli. Lekerülhetsz a mélybe, szembeszállhatsz vele, és bármikor visszajuthatsz a fénybe." Kerli egy demó változatot vett fel a dalból, mielőtt Gab (producer) Lovato-nak ajánlotta. Demi érzelmeit akarta hozzácsatolni a felvételhez, és hitt benne, hogy rajongóinak is tetszeni fog. Arról is beszélt, hogy új albumának "nagy része vidámabb", és azért választotta a Skyscraper-t első kislemeznek, mert "valami nagyon inspirálót" akart, amellyel bemutathatja, min ment keresztül.

## Felvétel

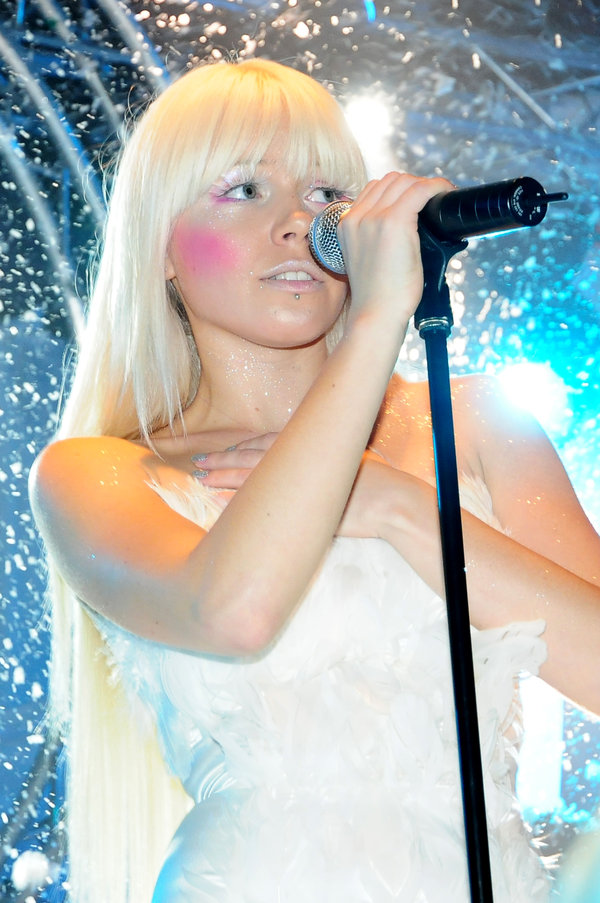
A dalt eredetileg Kerli énekelte el, a szöveget is részben ő írta.

2010-ben Los Angeles-ben vette fel először a Skyscraper-t. Szerinte még sosem volt ilyen érzelmes, mint a munkálatok alatt. Szerinte a dal "sírás a segítségért", a stúdióban ráadásul elsírta magát. 2010 októberében visszavonult, hogy kezeléseken vehessen részt. 2011 januárjában visszatért, ezután újra felvette a számot, de megtartotta az eredetit is, hiszen szerinte hangja változott a legutóbbi verzió óta, szerinte akkor gyengébb volt. Kerli dicsérte a munkát, szerinte kiválóan közvetíti az érzelmeit.

## Videóklip
A Skyscraper klipjét Mark Pellington rendezte. Lovato azért választotta őt, mert szerinte igazán tiszteletre méltó, mint rendező. A Bonneville Salt Flats nevezetű sivatagban forgatták, közel 12 óráig tartottak a munkálatok. Mivel nem volt sok ember jelen, Demi szerint könnyebb volt érzelmesnek lenni.
2011. július 11-én jelent meg egy előzetes az énekesnő YouTube csatornáján. Két nappal később az E! News oldalán debütált a teljes klip, másnap pedig a VEVO is feltöltötte a videót.

## Élő előadások
Először a Do Something Awards-on adta elő az énekes a dalt 2010. augusztus 18-án. Ez volt első élő előadása, mióta a Jonas Brother turnéját elhagyva rehabra volunt. Augusztus 24-én az America's Got Talent színpadján jelent meg Demi. Perez Hilton műsorában a Don't Forget című dalával együtt énekelte el. A Good Morning America nevezetű rendezvényen is fellépett a Skyscraper-rel.

## Dallista
- Digitális letöltés[14]

1. Skyscraper – 3:42

- Rascacielo letöltés[15]

1. Rascacielo (Skyscraper – Spanyol változat) – 3:42

## Közreműködők
- Dalszövegírás – Toby Gad, Kerli Kõiv, Lindy Robbins
- Producer – Toby Gad

## Megjelenések
| Ország     | Dátum            | Formátum           |
| ---------- | ---------------- | ------------------ |
| USA        | 2011. július 12. | Digitális letöltés |
| Kanada     | 2011. július 19. | Digitális letöltés |
| Mexikó     | 2011. július 19. | Digitális letöltés |
| Ausztrália | 2011. július 25. | Digitális letöltés |
| Új-Zéland  | 2011. július 25. | Digitális letöltés |
| USA        | 2011. július 26. | Mainstream rádió   |